# Sebecu
Sebecu (Sebek-Khu) ou Sobecu (Sobek-khu), general do Antigo Egito no século XIX a.C..
Foi comandante do exército egípcio nos tempos dos faraós Sesóstris III e  Amenemés III.
Empreendeu campanhas militares na Núbia e na Síria-Palestina.
Sua estela funerária foi descoberta pelo arqueólogo britânico, John Garstang, em 1910.